# جمعية الأطفال ذوي الإعاقة
جمعية الأطفال ذوي الإعاقة هي منظمة خيرية غير حكومية تأسست في عام 1403 هـ تعنى بالأطفال ذوي الإعاقة في المملكة العربية السعودية، تعد الجمعية واحدة من أكبر المؤسسات الخيرية المتخصصة في رعاية الأطفال ذوي الإعاقة في الشرق الأوسط. تأسست الجمعية بغرض تقديم الرعاية المتكاملة المجانية للأطفال من ذوي الإعاقة المبكرة من سن الميلاد وحتى سن الثانية عشر.

## أهداف الجمعية
تم وضع اللبنات الأساسية للجمعية من خلال إستراتيجية متكاملة تعنى بقضية الإعاقة وتشمل عدة محاور هي:
- إنشاء المراكز المتخصصة لتوفير الخدمة الشاملة للأطفال ذوي الإعاقة سواء كانت علاجية أو تعليمية أو تأهيلية، ومساندة أسرهم في التعايش مع الإعاقة وطرق التعامل معها.
- القيام بدور فعال في مهمة تثقيف وتوعية المجتمع بمسببات الإعاقة وطرق الوقاية منها بقصد تكوين مواقف إيجابية للتعامل مع الإعاقة وقاية وعلاجا وبما يمكن من الحد من انتشارها وتفادي حدوث الكثير منها وإنشاء مركز متخصص لأبحاث الإعاقة.
- المساهمة في بناء قاعدة علمية لبرامج رعاية ذوي الإعاقة مـن خلال دعم البحوث والدراسات في هذا المجال.
- تقديم الخدمات الطبية التأهيلية والخدمات التعليمية التأهيلية والخدمات الاجتماعية والتدريب والتطوير والتثقيف والتوعية لفئة ذوي الإعاقة.[5]

## انجازات الجمعية
تعد الجمعية واحدة مـن أكبر المؤسسات الخيرية المتخصصة فـي رعاية الأطـفال ذوي الإعاقة بالشرق الأوسط، ومن أهم انجازاتها:
- ترعى وتعالج وتؤهل أكثر من 4,000 طفل سنويًا.[7]
- أنشئت أول مركز لأبحاث الإعاقة فـي الشرق الأوسط وهو مركز الأمير سلمان لأبحاث الإعاقة .
- رائدة في تطبيق برنامج دمج الأطفال ذوي الإعاقة فـي مدارس التعليم العام .
- أصبحت مركزا مهما لتدريب المئات مـن الدارسين المتخصصين في فروع التأهيل والتربية الخاصة وطب الأطفال.
- تقدم برامج رعاية اجتماعية شاملة للمئات من الأطفال ذوي الإعاقة ذوي الظروف الخاصة سنويًا.
- تسهم بدور فاعل في تطوير الخدمات وتوفير التسهيلات المكانية في المرافق العامة لذوي الإعاقة.
- لديها فريق مـن المتخصصين في الرعاية التربوية والتأهيلية والخدمات المساندة يضم نحو680 شخص.
- لديها اتفاقيات تعاون طويلة المدى مع العديد من المؤسسات والشركات الوطنية.
- أقامت 10 مراكز في كل من الرياض ومكة المكرمة والمدينة المنورة وجدة والجوف وحائل والباحة وعسير والرس وجنوب الرياض، وشرعت في إنشاء ثلاثة مراكز في جازان وشرق الرياض وعرعر.[8]
- رائدة في تطوير مناهج تعليم الأطفال ذوي الإعاقة بالتعاون مع أجفند.
- ساهمت في إعداد النظام الوطني لرعاية ذوي الإعاقة في المملكة العربية السعودية.
- تقيم مشروعات أوقاف خيرية في المدن والمناطق التي تحتضن مراكزها.
- تتبنى برامج غير مـسبوقة في التوعية بقضية الإعاقة.
- حاضنة لأول مسابقة مـن نوعها وهي مسابقة الأمير سلطان بن سلمان لحفظ القرآن الكريم للأطفال ذوي الإعاقة.

## مراكز الجمعية

### مراكز تأهيل ذوي الإعاقة
تعمل على تدريب ذوي الإعاقة جسميًا وعقليًا على أنسب المهن لقدراتهم المتبقية بعد العجز، وتوظيفهم بعد إستثماراً للطاقات البشرية، وبنهاية عام 1402 /1403هـ بلغ عدد المراكز ثلاثة في الرياض والطائف والدمام، والرابع للإناث في الرياض، وبلغ من تم تأهليهم بنهاية العام 1403هـ 397 شخصاً مقابل 43 فقط عام 1394 / 1395هـ، كما بلغ عدد من تم تشغيلهم بنهاية عام 1403هـ 379 شخصاً.

### مراكز تأهيل شديدي الإعاقة
بالرياض والمدينة المنورة مركزان يستقبلان الحالات شديدة الإعاقة التي لا تتقبل التأهيل المهني من أجل تخيف العبء عن كاهل أسرهم، وتوفير الرعاية الصحية والنفسية لهم وتأهيل الحالات التي تصلح لتعويدهم على خدمة أنفسهم وشغل فراغهم بما يعود النفع لهم، وقد بلغ المستفيدين من خدمات المركزين خلال عام 1402 هـ / 1403 هـ 324 من ذوي الإعاقة.

### مركز الملك سلمان لأبحاث الإعاقة
تم تأسيس مركز االملك سلمان لأبحاث الإعاقة على يد الأمير سلطان بن سلمان بن عبد العزيز آل سعود عام 1990، لكي يتكامل مع جمعية الأطفال ذوي الإعاقة، وقد تم تأسيس المركز لكي يلبي حاجات الأفراد ذوي الإعاقة خارج نطاق الجمعية، وبعد الدعم الكبير من قبل أعضائه المؤسسين فقد حقق مركز الملك سلمان لأبحاث الإعاقة الاستقلال عن الجمعية لكي يزيد من أبحاثه، وتتلخص رؤية مركز الأمير سلمان لأبحاث في تحقيق الاعتراف به كمركز للتميز في مجال أبحاث الإعاقة على الصعيد الدولي، وتتلخص أعمال المركز في نفيذ الأبحاث العلمية في مجالات الإعاقة وتوفير كافة المستلزمات لذلك، دعم الأبحاث العلمية في مجالات الإعاقة وتقديم جميع أِشكال الدعم للباحثين في هذا المجال، وتطبيق نتائج الأبحاث في مجالات الإعاقة ووضع وتنفيذ البرامج الكفيلة بذلك، وإقامة مركز معلومات شامل وتصميم وتطوير قواعد البيانات عن أبحاث الإعاقة وعن ذوي الإعاقة في المملكة العربية السعودية وتزويد الباحثين والمختصين بها وبما يساهم في تطوير البحث والبرامج الهادفة لذلك والممارسة في مجالات الإعاقة.
واستمرار لاستقلالية المركز المالية فقد تقرر من قبل مجلس إدارة المركز إنشاء أوقاف خاصة يعود ريعها للصرف على الأبحاث التي يتبناها المركز، وقد وضع حجر الأساس لمشروع وقف مركز الملك سلمان لأبحاث الإعاقة في الثاني عشر من شهر رمضان عام 1435 هـ الموافق التاسع من شهر يوليو من عام 2014، يقع الوقف في حي السفارات بمدينة الرياض وتبلغ مساحته الكلية 733 متر مربع، وهو عبارة عن مشروع شقق فندقية مكونة من 115 جناحا فندقيا، وهو يعد الأول من نوعه على مستوى المنطقة العربية والذي يهدف إلى إيجاد دعم مستمر لإنجاح رسالة المركز واستمرار مشاريعه البحثية والتي تصب في خدمة قضايا الإعاقة، وقد حصل المركز على جائزة حمدان لأفضل المركز الطبية في العالم العربي في دورتها السابعة.

### جائزة الملك سلمان لأبحاث الإعاقة
كانت الجائزة في أصلها من أفكار الأمير سلطان بن سلمان بن عبد العزيز آل سعود رئيس مجلس أمناء مركز الملك سلمان لأبحاث الإعاقة، وكانت تهدف لتنشيط حركة البحث العلمي في مجال الإعاقة والأشخاص ذوي الإعاقة محليا وإقليميا وعالميا، باعتباره أهم الوسائل التي يمكن استخدامها في التصدي للإعاقة سواء بالوقاية منها أو الحد من آثارها عند وقوعها، كانت هذه الجائزة تمنح ضمن فروع جائزة جمعية الأطفال ذوي الإعاقة، وبعد إشهار مركز الأمير سلمان لأبحاث الإعاقة تقرر أن تمنح هذه الجائزة من خلال هذا المركز، تم تطوير الجائزة وتم وضع الضوابط والشروط التي تحكم طريقة تقديمها في إطارها الجديد، وتهدف الجائزة لتشجيع الجهود المحلية والإقليمية والعالمية إلى إثراء العلم والمعرفة في مجلات الإعاقة المختلفة، وتأصيل مفهوم البحث العلمي في مجال الإعاقة ونشر ثقافته في المجتمع محليا وإقليميا وعالميا، والإفادة من نتائج البحث العلمي في إيجاد بيئات اجتماعية منتجة، للجائزة ثلاثة فروع رئيسية في الإعاقة وهي:
- فرع العلوم الصحية والطبية.
- فرع العلوم التربوية والتعليمية.
- فرع العلوم التأهيلية والاجتماعية.

ويحصل كل فائز على الجائزة في كل فرع من فروعها على شهادة تحمل اسم الفائز أو الفائزة وملخص للعمل الذي أهله للحصول على الجائزة، وميدالية تقديرية، مبلغ مالي قدره مائتان وخمسون ألف ريال سعودي 250.000 ريال، وتمنح الجائزة في فروعها الثلاثة كل سنتين.

## مشروع خير مكة
يعتبر مشروع مكة خير ضمن منظومة المشروعات الاستثمارية والوقفية التي أطلقتها الجمعية ويعتبر الأكبر من بينها، كما أنه الأول في كيفية تمويله حيث اعتمدت الجمعية آلية طرحه للاكتتاب العام للداعمين من فاعلي الخير، كما يندرج في إستراتيجية الجمعية الهادفة إلي توفير الروافد المالية لميزانيات تشغيل مراكزها في مختلف مناطق المملكة العربية السعودية لضمان استمراريتها في تقديم خدماتها المتخصصة والمجانية للفئات التي ترعاها من الأطفال ذوي الإعاقة، وتبلغ التكلفة التقديرية للمرحلة الأولى 35 مليون ريال، ويتكون المشروع من النموذج أ ويتكون من أربعة مباني تتكون من 17 وحدة سكنية لكل مبنى مع إجمالي مسطحات لكل مبنى 2025 متر مربع، النموذج ب ويتكون من مبنيين وعدد الوحدات السكنية تبلغ 13 وحدة لكل مبنى مع إجمالي مسطحات لكل مبنى 2289 متر مربع.

## مسابقة حفظ القرآن الكريم للأطفال ذوي الإعاقة
مسابقة الأمير سلطان بن سلمان لحفظ القرآن الكريم للأطفال ذوي الإعاقة هي مسابقة بدأت بفكرة من الأمير سلطان بن سلمان بن عبد العزيز آل سعود رئيس مجلس إدارة الجمعية، حيث يتبنى فعاليات المسابقة وتكفل بكافة تكاليفها لتشجيع فئة ذوي الإعاقة لحفظ وتلاوة القران الكريم أسوة بإخوانهم من الأطفال الأسوياء، وقد مرت المسابقة بعدة مراحل حتى جاءت انطلاقة دورتها الأولى عام 1417 هـ.

## وصلات خارجية
- جمعية الأطفال ذوي الإعاقة بجدة تقدم خدمات كثيرة لذوي الاحتياجات الخاصة.